# Dicoma montana
Dicoma montana là một loài thực vật có hoa trong họ Cúc. Loài này được Schweick. mô tả khoa học đầu tiên năm 1935.